# Typhlodromips corycus
Typhlodromips corycus är en spindeldjursart som först beskrevs av Schuster 1966.  Typhlodromips corycus ingår i släktet Typhlodromips och familjen Phytoseiidae. Inga underarter finns listade i Catalogue of Life.